# JB Meijers
Jan-Bart "JB" Meijers (Delft, 10 juni 1972) is een Nederlands zanger, gitarist en producer.

## Loopbaan
Meijers speelde in de band Charmin' Children uit Hulst. Daarna maakte hij deel uit van Shine, de band die Richard Janssen oprichtte na het uiteenvallen van Fatal Flowers. Van 1996 tot 1999 was hij gitarist van het Amsterdamse Supersub.
Meijers trad op met veel artiesten, onder wie Acda en De Munnik en De Dijk. Als producer werkte hij met onder anderen Tröckener Kecks, Frank Boeijen, Daryll-Ann, Carice van Houten en, wederom, De Dijk en Acda en De Munnik.
In 2009 bracht hij een soloplaat uit, Catching Ophelia, waaraan onder anderen Wouter Planteijdt (Sjako!), Ken Stringfellow (The Posies) en Harry Bum Tschak (Nena) meehielpen. Op 28 februari 2010 speelde dit gezelschap, aangevuld met Racoons bassist Stefan de Kroon, in het Amsterdamse Paradiso.
In 2014 schreef hij voor The Common Linnets de liedtekst voor Calm after the storm, de Nederlandse inzending voor het Eurovisiesongfestival 2014. De tekst gaat over het leven na de breuk met een geliefde. Tijdens het Eurovisiesongfestival speelde Meijers in de begeleidingsband van het zangduo. Het nummer behaalde de tweede plaats.
Na het vertrek van zanger Waylon kreeg JB Meijers een prominentere rol binnen The Common Linnets en vormde hij vanaf de Europese promotietournee, na het succes van het Eurovisiesongfestival 2014, samen met Ilse DeLange, Jake Etheridge, Rob Crosby en Matthew Crosby de vaste bezetting van de band.
In 2021 verscheen de documentaire JB's Paradise van Bram van Splunteren.

## Discografie
solo
- Catching Ophelia (2009)
- The Secret Year (2013)
- The Beginning and Everything Before (2021)

met The Common Linnets
- The Common Linnets (2014)
- II (2015)

met Barry Hay
- For You Baby (2019)
- Fiesta de la Vida (2022)